# Дирк II
Дирк II (также Дитрих, Тидерик и Теодерих; нидерл. Dirk II, нем. Dietrich II., лат. Thidericus II; около 920/930 — 6 мая 988) — граф Западной Фрисландии (позднейшей Голландии) с 928 или 949 года.

## Биография

### Происхождение
Традиционно Дирк II считался сыном графа Дирка I, однако есть сомнения в таком родстве. Согласно сведениям, сообщаемым историческими источниками, Дирк I должен был родится в 870-х годах, а Дирк II умер в 988 году. Для того, чтобы объяснить такую продолжительность правления, некоторые историки ввели в генеалогию Герульфингов ещё одного графа по имени Дирк — сына Дирка I и отца Дирка II. Согласно мнению этих историков, правление первого из Дирков завершилось около 931 года, второго — около 939 года.
Исходя из даты брака и из дат рождения детей Дирка II, предполагается, что он родился между 920 и 930 годами. Впервые Дирк II упомянут как граф Голландии 15 июня 950 года в хартии о закладке им в Эгмонде каменной церкви. Именно основанному им здесь Эгмондскому монастырю граф Голландии позднее передал Эгмондское евангелие (нидерл. Evangeliarium van Egmond) — одну из старейших средневековых рукописей в Нидерландах, созданную в 975 году в Реймсе. Аббатисой этого монастыря была Эрлинда, дочь Дирка II. Возможно, что некоторые миниатюры евангелия выполнены сыном Дирка Эгбертом. Позже Дирк преобразовал женский монастырь в аббатство, переведя сестру в монастырь в Беннебруке.

### Правление
Благодаря браку с дочерью графа Фландрии Арнульфа I, Дирк II приобрёл большое влияние. Около 962 года Дирк II стал бургграфом Гент. Однако, судя по всему, ему принадлежал не сам город Гент, а область около него. Эти владения Дирк II сохранял в своих руках до самой смерти. Из-за них у него часто возникал конфликт интересов с графами Фландрии, леном которых был Гент.
После смерти 27 марта 965 года тестя Дирк II стал опекуном своего племянника, малолетнего графа Фландрии Арнульфа II. С этого момента Дирк II нередко называется в документах с титулом «маркграф Фрисландии».
25 августа 985 года Дирк II получил от императора Оттона III в качестве лена огромные владения в Нижнем Маасе, Кингем и остров Тексел. Целью императора было создание прочной опоры на севере против фризов и датчан, совершавших набеги на побережье Священной Римской империи. В то же время Дирк II владел ленами и от короля Франции Лотаря, который в 968 или 969 году передал Дирку Васланд.
Умер Дирк II 6 мая 988 года и был похоронен в Эгмондском аббатстве, ставшем родовой усыпальницей графов Голландии. Там же была похоронена его жена и дети. Их могилы были разрушены в 1573 году во время восстания гёзов.

### Семья
Жена: Хильдегарда (934—990), дочь графа Фландрии Арнульфа I и Адели де Вермандуа. Дети:
- Арнульф (около 950/955 — 18 сентября 993), граф Западной Фрисландии (Голландии) с 988 года
- Эгберт (около 955 — 8/9 декабря 993), архиканцлер Священной Римской империи с 976 года, архиепископ Трира с 977 года
- Эрлинда, аббатиса Эгмонда, позже аббатиса Беннебрука.

Возможно, что у Дирка II была ещё одна дочь, которая вышла замуж за Эврара де Турне (умер после 4 марта 981).